# Mecometopus granulipennis
Mecometopus granulipennis är en skalbaggsart som beskrevs av Dmytro Zajciw 1963. Mecometopus granulipennis ingår i släktet Mecometopus och familjen långhorningar. Inga underarter finns listade i Catalogue of Life.